# Morro da Saúde
El Morro da Saúde (en español: "Morro de la Salud") es un accidente geográfico de la ciudad de Río de Janeiro, Brasil. Se levanta en el barrio de Gamboa, en la zona central de la ciudad.
Desde el día 2 de noviembre del 2013, pasa bajo el morro la Vía Binaria del Puerto, construida en el contexto del proyecto Porto Maravilha con el fin de hacer posible la destrucción del Elevado da Perimetral. El Túnel Arquitecta Nina Rabha, compuesto por 2 carriles para la circulación de vehículos y 1 para el VLT Carioca, tiene la función de permitir que la vía atraviese el morro. El túnel posee 80 metros de extensión y 310 m² de área transversal.
En sus alrededores se ubican la Cidade do Samba, que concentra las cabañas de las escuelas de samba del Grupo Especial;  AquaRio, el acuario marino más grande de América del Sur; y la Plaza Muhammad Ali, un área de 21.861 m² que integra la Orla Conde.
El morro recibió su nombre por ubicarse cerca del barrio de Saúde, aunque se ubica geográficamente en el barrio de Gamboa.